# Línea de alta velocidad Atlantique
La línea de alta velocidad Atlantique, en francés y oficialmente LGV Atlantique, también denominada LN2 (línea nueva 2), es una línea de alta velocidad francesa que une al oeste del país con la estación de París-Montparnasse. Inaugurada a partir de 1989, tiene un trazado en «Y» con dos ramales, uno hacia Le Mans que sirve a Bretaña y País del Loira, y otro hacia Tours que sirve al suroeste francés. Gran parte del tráfico se debe a los trenes que, utilizando la línea en parte de su recorrido, continúan posteriormente a Rennes, Nantes o Brest (vía Le Mans); o Burdeos, Toulouse o Hendaya (vía Tours).
Desde un punto de vista operativo se compone de dos líneas, la 431.000 París-Montparnasse-Monts, y la 429.000 Courtalain-Connerré.

## Ruta

Mapa de la línea

### Tronco común
La línea deja la estación de Montparnasse y atraviesa la Isla de Francia hacia el suroeste en parte en túnel bajo la denominada Coulée Verte. Sobre el túnel se encuentran áreas recreativas construidas para minimizar el efecto de la LGV a su paso por esa zona.
Tras salir del túnel sigue el trazado de la antigua línea ferroviaria de París a Chartres. Los TGV procedentes del norte, este y sureste de Francia se incorporan esta línea a través de la LGV Interconnexion Est en Massy. Tras pasar de la nueva estación de Massy-TGV, conectada con la estación RER de Massy-Palaiseau, la línea atraviesa el túnel de Villejust y posteriormente sigue el recorrido de la línea tradicional de París a Vendôme hasta la bifurcación de Courtalain, aproximadamente a 130 km de París.

### Rama Oeste
Tras la bifurcación de Courtalain, este ramal sigue hacia el oeste con una longitud de 53 km y finaliza uniéndose a la línea tradicional en Connerré, poco antes de Le Mans.
Características técnicas:
- Largo total: 53 km
- Velocidad máxima autorizada:
  - Bifurcación de Courtalain: 220 km/h
  - Courtalain a Connerré: 300 km/h

### Rama Sudoeste
Tras la bifurcación de Courtalain, este ramal gira hacia el sudoeste en dirección al valle del Loira. La estación de Vendôme-TGV, en el PK (punto kilométrico) 162,0 se sitúa poco antes del PK 166,8, dónde se batió el antiguo récord mundial de velocidad ferroviaria el 18 de mayo de 1990. A continuación la línea entra en la provincia (departamento) de Indre y Loira y comienza su descenso hacia el valle del Loira.
Características técnicas:
- Largo total: 102 km
- Velocidad máxima autorizada:
  - Empalme de Vouvray: 300 km/h.
  - Vouvray a Monts : 270 km/h.

## Extensiones
El nombre Atlantique designa el tramo entre París y Tours. Está prevista su prolongación hacia Burdeos con el nombre de línea de alta velocidad Sud Europa Atlántico y hasta la frontera española con el nombre de línea de alta velocidad Burdeos-Frontera española hasta Hendaya/Irún y un tramo desde línea de alta velocidad Burdeos-Toulouse.

### F
Estaciones
La LGV Atlantique y sus prolongaciones LGV Sud Europe Atlantique y LGV Bordeaux - Frontière espagnole, tendrán las siguientes estaciones:
- París Montparnasse
- Massy TGV
- Vendôme-TGV
- Tours
- Poitiers
- Angoulême
- Burdeos
- Biarritz - Anglet - Bayona
- Hendaya
- Irún